# Pietro Dalena
Pietro Dalena (Mottola, 25 gennaio 1949) è uno storico italiano e saggista che si occupa del Medioevo, specializzato nello studio del Mezzogiorno nelle sue varie componenti istituzionali, religiose, politiche e ambientali. Professore Ordinario di Storia Medievale presso Università della Calabria (Cosenza). Grand’Ufficiale dell’Ordine Equestre del Santo Sepolcro di Gerusalemme. Vincitore del XLVI Premio Letterario Basilicata (2017) nella sezione Saggistica storica italiana ed europea e del Premio Nazionale Rhegium Julii 2015 - Premio Gaetano Cingari per gli studi meridionalistici.

## Biografia
Diplomato presso il Liceo Classico "P. Virgilio Marone" di Gioia del Colle (Ba). Laureato in Lettere Moderne presso l'Università degli Studi di Bari. Specializzato in Paleografia e Diplomatica presso l'Archivio di Stato di Bari. Specializzato in Storia dell'Arte medievale e moderna presso l'Università degli Studi di Roma “La Sapienza”.  Vincitore del concorso libero a ricercatore universitario di Storia Medievale presso la Facoltà di Lettere dell'Università della Calabria nel 1983. Dal 1991 al 1999 Professore incaricato di Antichità e Istituzioni Medievali. Dal 2 gennaio 2000 Professore Associato e dal 2 gennaio 2005 Professore Ordinario di Storia Medievale presso l'Università della Calabria-Cosenza. Inoltre ha insegnato: presso l'Università della Calabria, Storia della Chiesa Medievale e Geografia Storica dell'Europa Medievale e Moderna, dall'a.a. 1997-1998, e Didattica della Storia presso la Scuola di Specializzazione per la Formazione degli Insegnanti della Scuola Secondaria-SSIS, dall'a.a. 2000-2001 al 2008-2009; presso la Scuola di Specializzazione in Archeologia dell'Università della Basilicata-Potenza, sede di Matera,  Storia della Città e del Territorio dall'a.a. 1997-1998.
È stato visiting professor nelle Università di Napoli (Suor Orsola Benincasa), Perugia (Università per Stranieri), Bari, Lecce, Reggio Calabria, Catania, Bordeaux, Parigi e Coimbra. È stato componente del collegio dei docenti del Dottorato in "Arti, storia, territorio dell'Italia nei rapporti con l'Europa e con i paesi del mediterraneo" dell'Università del Salento-Lecce (2006, 2008, 2010-2012); del dottorato in "Conoscenze e innovazioni per lo sviluppo - Andre Gunder Frank" (2012), della Scuola dottorale internazionale di Studi Umanistici (2008-2011) e del Dottorato in Politica, Cultura e Sviluppo (2013 e 2014) dell'Università della Calabria. Ha presieduto commissioni di Dottorato di ricerca presso le Università degli Studi di Sassari, Lecce, Catania. Ha presieduto, il 28 giugno 2018, la commissione internazionale italo-francese di f ine dottorato di ricerca in storia, ciclo XXIX (Ecole doctorale d’histoire, Université Paris 1 Panthéon-Sorbonne, in cotutela Università di Messina. Ha fatto parte di commissioni di concorso per ricercatore universitario; ha presieduto commissioni di concorso per professore associato e ordinario. Inserito per meriti scientifici nella lista nazionale dei commissari ASN (settore scientifico disciplinare 11/A1-Storia medievale), nel biennio 2012-2013 è stato membro della Commissione per il conferimento dell'Abilitazione alle funzioni di Professore universitario ordinario e associato (MIUR D.D. n. 96 del 18/01/2013). È stato presidente della Commissione scientifica del Dipartimento di Lingue e Scienze dell'Educazione dell'Università della Calabria nel 2013.
Presidente del Corso di Laurea in Storia e Conservazione dei Beni Culturali (Università della Calabria) dall'a.a. 2004-2005 all'a.a. 2010-2011. Consulente di sismica storica dell'ENEA (ENEL-DCO-ISMES) dal 1982 al 1984. È inserito, quale esperto esterno, nella classe denominata "Scienze Storiche" del CNR. Ha presieduto commissioni di concorso a dirigente superiore del CNR, classe “Scienze Storiche”. Iscritto all'Albo dei Revisori, è revisore dei programmi di ricerca ministeriali. Fa parte del comitato di referaggio della Nuova Rivista Storica e del comitato di referaggio della rivista “Schola Salernitana". È stato relatore in numerosi congressi nazionali e internazionali. Ha partecipato a numerose tavole rotonde su temi di storia medievale come quella promossa dall'Associazione Galassia Gutenberg, Mercato e Mostre del Libro (Napoli,18 febbraio 1993) sul tema: Medioevo e ritorno. Progetti, editori e lettori di storia nel Mezzogiorno italiano. Ha diretto il progetto relativo al recupero e alla valorizzazione dell'area del castello longobardo di Monterotaro-Casalnuovo Monterotaro (FG). Su incarico del Comitato Direttivo dell'Enciclopedia Fridericiana (Istituto della Enciclopedia Italiana Treccani) ha redatto le voci: Porti e Viabilità nel Regno di Sicilia. Ha partecipato, tra il 1979 e il 1982, alle campagne di scavo nella necropoli medievale di Casalrotto promosse dalla Scuola di Specializzazione in Archeologia classica e medievale dell'Università di Lecce i cui risultati sono pubblicati nel volume Casalrotto I. La storia-Gli scavi, a cura di C.D.Fonseca-C.D'Angela, Galatina 1989. Ha collaborato alla realizzazione di vari progetti di ricerca tra cui la Mostra Insediamenti benedettini in Puglia promossa e organizzata dall'Istituto di Storia dell'Arte dell'Università di Bari; al Monasticon Italiae, III. Puglia e Basilicata, realizzato dal Centro Storico Benedettino Italiano di Santa Maria del Monte (Cesena); alla ricerca su Il popolamento rupestre del medioevo nel Mezzogiorno d'Italia diretto dal prof. C.D.Fonseca. È stato responsabile scientifico dell'Unità di Ricerca dell'Università della Calabria del progetto Medievalia. Repertorio on-line dei Medievisti Italiani coordinato dal prof. Massimo Oldoni dell'Università di Salerno. Collabora con le Università di Barcellona (Spagna) e Lyon 2 (Francia) alla realizzazione del Glossario critico della fiscalità medievale. Ha collaborato con l'Istituto della Enciclopedia Italiana Treccani (Fridericiana e Dizionario Biografico degli Italiani).  Inserito per meriti scientifici nella lista nazionale dei commissari ASN (settore scientifico disciplinare 11/A1-Storia medievale), dal 2018 al 2021 è membro della Commissione per il conferimento dell'Abilitazione alle funzioni di Professore universitario ordinario e associato (MIUR D.D. n. 2806 del 29/10/2018). Consulente dell'Associazione Europea delle Vie Francigene (AEVF) e di Francigena Service Srl,  con sede legale in Fidenza (20/12/2018).

## Ambiti di ricerca
Pietro Dalena è specializzato nello studio del Mezzogiorno (nelle sue varie componenti istituzionali, religiose, politiche e ambientali), della viabilità medievale e dei pellegrinaggi. In particolare, suoi settori di ricerca privilegiati sono la storia del territorio, delle istituzioni monastiche, del popolamento e delle migrazioni. Frutto di questo interesse sono le numerose pubblicazioni sull'habitat del Mezzogiorno medievale, con accentuata attenzione ai mezzi di comunicazione e alle infrastrutture viarie nelle sue componenti giuridiche e topografiche, alle strutture economiche e alle produzioni agrarie, alle istituzioni monastiche benedettine e cistercensi.

## Teaching fellowdi società e comitati scientifici
Accademico Ordinario dell'Accademia Angelico Costantiniana di Lettere, Arti e Scienze (Roma). Deputato della Deputazione di Storia Patria della Calabria dal 2007. Socio corrispondente della Deputazione di Storia Patria della Basilicata dal 1986. Membro della Società Napoletana di Storia Patria dal 2008. Socio ordinario della Società di Storia Patria della Puglia dal 2013. Componente del comitato scientifico della rivista "Siris" (Scuola di Specializzazione in Archeologia dell'Università della Basilicata). Membro del Comitato scientifico del Centro Studi Internazionale di Storia e Arte Normanno-Sveva di San Marco Argentano (CS) dal 2000. Membro del Comitato scientifico del Centro Studi Romei-Firenze dal 2003. Rappresentante dell'Università della Calabria nel "Centro interuniversitario di ricerca comparata sulle culture dei paesi mediterranei” con sedi a Bari e Barcellona dal 2006. Membro del comitato scientifico della Fondazione San Domenico di Savelletri di Fasano, Fondazione Centro italiano di studi sull'alto medioevo di Spoleto dal 2008. Membro del comitato scientifico del Centro internazionale Studi e Ricerche sui pellegrinaggi
e turismo religioso “Viator studies centre. Research and Development of Vie Francigene and Historical Mediterranean Routes” dal 2012. Socio ordinario del Centro Europeo di Studi Normanni di Ariano Irpino dal 2012. Membro del Comitato Scientifico della Fondazione Giuliani (Roma-Cosenza) dal 2012. Membro del Comitato scientifico del Centro Studi Longobardi-Milano dal 2014. Membro della SISMED (Società Italiana Storici Medievisti) dal 2006. Membro del Comitato Tecnico Scientifico del Centro Sanitario-Università della Calabria dal 2003. Componente della Commissione scientifica per l'Arte Sacra (Diocesi di Castellaneta- TA) dal 2007. Membro del Comitato Scientifico della Fondazione “Fortunato Seminara”, Manopati (RC). Ha diretto il progetto relativo al recupero e alla valorizzazione dell’area del castello longobardo di Monterotaro-Casalnuovo Monterotaro (FG). Prorettore (Università della Calabria) delegato ai rapporti con le istituzioni nazionali dal 12 aprile 2017 all'ottobre 2019. Membro del Comitato Nazionale per le celebrazioni del millenario di fondazione della città fortificata di Melfi (nominato con decreto del Ministro del MIBACT-UDCM n. 566 del 20/12/2017). Membro del Comitato scientifico della Collana “Mediterraneo. Culture, Società e Istituzioni tra Medioevo ed Età Contemporanea, diretta da Salvatore Bottari (Aracne Editrice –Roma). Membro del Comitato scientifico della Collana "Fonti per la storia della Basilicata medievale" diretta da Francesco Panarelli (Congedo Editore, Galatina): dal 2016.Componente del Comitato scientifico della Fondazione “Padula” (Acri): dal 2018. Componente del Comitato Scientifico del Premio Anassilaos Arte-Cultura-Economia e Scienze: dal 2019. Componente del Comitato Scientifico della Rivista Leukanikà, trimestrale lucano di varia cultura: dal 2020.

## Direzione di Collane editoriali. Premi e riconoscimenti
- Direttore della Collana Itineraria. Territorio e insediamenti del Mezzogiorno medievale, Mario Adda Editore- Bari.
- Direttore della Collana Supplementi. Per una Storia del territorio del Mezzogiorno, Mario Adda Editore-Bari.
- Direttore della Collana Thesaurus-Scientifica sezione Bibliotheca di Cultura storica e pedagogica, Pellegrini editore-Cosenza.
- Direttore della Collana Studi Storici Calabresi, Due Emme Editrice, Cosenza.
- Premio Cultura, sezione speciale, città di Acerno (2006).
- Premio alla carriera "Città di Calopezzati" per la storia (2007).
- Premio Nazionale Rhegium Julii 2015 - Premio Gaetano Cingari per gli studi meridionalistici.[1]
- Vincitore del XLVI Premio Letterario Basilicata (2017) nella sezione Saggistica storica italiana ed europea.
- Vincitore del Premio Anassilaos Arte-Cultura-Economia e Scienze. Per gli studi sul Medioevo (2018).
- Attestato di benemerenza federiciana per l’anno 2018 rilasciato dalla Fondazione Federico II Hoenstaufen di Jesi.
- Vincitore del Premio Nazionale Bonifacio VIII "...per una cultura della pace", XIX Edizione, Palazzo Papale di Anagni 9 luglio 2021.
- Cittadino onorario di Melfi dal 9 settembre 2021.
- Vincitore del Premio Nazionale Demetra 2021 per la Storia, Reggio Calabria 16 settembre 2021.

## Pubblicazioni (dati CINECA)
- P. Dalena, Civiltà in cammino. Dinamiche ambientali, sociali e politiche nel Mezzogiorno medievale, Adda Editore, Bari 2022.

2021
- P. Dalena, Dante e la casata sveva nella storia e nell'opera, in «Leukanikà. Rivista lucana di cultura»,  XX (2021) n. 3, pp. 83-91.
- P. Dalena, I luoghi della Conquista, in Melfi Normanna dalla Conquista alla Monarchia, Convegno internazionale di studio promosso per il Millenario di fondazione della Città fortificata di Melfi (1018-2018), Melfi, Dicembre 2020 - Febbraio 2021, Adda Editore, Bari 2021, pp. 149-188.
- P. Dalena, rec. a Gli Amalfitani nella Puglia medievale. Insediamenti, fondaci, vie e rotte commerciali, relazioni artistiche e culturali, Atti del Convegno (Amalfi, 15-16 dicembre 2017), Amalfi, Centro di Cultura Amalfitana, 2020, in "Studi Medievali", serie terza, anno LXII, fasc. II, CISAM, Spoleto 2021, pp. 943-945.

2020
- P. Dalena, I pellegrinaggi devozionali e il culto dei Santi Anargiri, in Medioevo e Mediterraneo: incontri, scambi e confronti. Studi per Salvatore Fodale, a cura di P. Sardina, D. Santoro, M.A. Russo, M. Pacifico, Palermo University Press, Palermo 2020, pp. 363-376.
- P. Dalena, La viabilità nell'area del Melfese, in Melfi tra Longobardi e Bizantini, Atti del Convegno internazionale di studio promosso per il millenario di fondazione della città fortificata di Melfi (1018-2018), Melfi, Sala del Trono del Castello, 10-12 Ottobre 2019, Mario Adda editore, Bari 2020,  pp. 35-67.
- P. Dalena, Politiche urbanistiche e di viabilità in età normanno-sveva, in Oltre l'alto Medioevo: etnie, vicende, culture nella Puglia Normanno-Sveva, Atti del XXII Congresso internazionale di studio sull'alto medioevo (Savelletri di Fasano [BR], 21-24 novembre 2019), CISAM, Spoleto 2020, pp. 151-174.
- P. Dalena, Nota storiografica a margine del Catalogo della Mostra su La Calabria, il Mezzogiorno e l'Europa al tempo di San Francesco, in Francesco di Paola "Glorioso atleta di Cristo". Studi sul Santo Fondatore e sull'Ordine dei Minimi nel V centenario della canonizzazione (1519-2019), a cura di G. Fiorini Morosini, Rubbettino, Soveria Mannelli (CZ) 2020, pp. 527-535.
- P. Dalena, Il feudalesimo in età normanna e sveva, in Sistema feudale e civiltà mediterranea. Economia, istituzioni, società, cultura, Atti del Convegno in memoria di Mario Pellicano Castagna nel trentennale della morte (Gioiosa Ionica, 28-29 aprile 2018), a cura di M. Morrone, Guida Editori, Napoli 2020, pp. 37-52.

2019
- P. Dalena, I monaci italo-greci tra Sicilia e Mezzogiorno, in "Leukanikà. Rivista lucana di cultura e di varia umanità", n. 2, anno XIX (2019), pp. 53-59.
- P. Dalena, Sistemi agrari e colture nel Mezzogiorno longobardo al tempo di Liutprando (690 circa-774), in Colligere Fragmenta. Studi in onore di Marcello Rotili per il suo 70º genetliaco, a cura di G. Archetti, N. Busino, P. de Vingo, C. Ebanista, Centro studi longobardi. Ricerche 3, Cisam, Spoleto 2019, pp. 573-589.
- P. Dalena, Presentazione, in Francesco Losavio, 'A Divina Cummèdij d' Dant' Alighìer' Lu 'Nfìjern' com' l'er' ess' scritt' Dant', ci er' net' a Massafr', Mario Adda Editore, Bari 2019, pp. 5-6.
- P. Dalena, Per mare e per terra: Mediterraneo e Mezzogiorno nel sistema delle comunicazioni tra Tarda Antichità e Medioevo, in Le porte del mare. Il Mediterraneo degli Stretti tra Medioevo ed Età Contemporanea, a cura di R.M. Delli Quadri, G. Perta, E. Vermiglio, Guida Editori, Napoli 2019, pp. 27-42.
- P. Dalena, Il vino nell’alimentazione medievale, in In vino civilitas. Vite e vino nella civiltà d’Europa, dall’antichità all’evo moderno: letteratura, storia, arte, scienza, Atti del convegno internazionale: Potenza 11-13/ 10/ 2016, a cura di A. Corcella, R.M. Lucifora, F. Panarelli, Edizioni ETS, Pisa 2019, pp. 255-270.
- P. Dalena, La Montagna e il sacro, in Studi Calabresi. I Quaderni del Circolo, Supplemento al periodico del Circolo di Studi Storici Le Calabrie, Storia-Arte-Archeologia, a. X, n. 11 (2019), pp. 9-17.
- P. Dalena, La Chiesa di Castellaneta al tempo di Fra Benedetto Ardinghelli, in Frater Benedictus De Ardinghellis O.P. Episcopus Castellanetensis 1381-1383, a cura di M. Recchia, Mottola 2019, pp. 73-78.
- P. Dalena, L'organizzazione ecclesiastica nella Longobardia minore tra Ducato e Principati: continuità e/o mutamenti?, in La Compagnia della Storia. Omaggio a Mario Spedicato, tomo I, Istituzioni ecclesiastiche e poteri tra centri e periferie dell'Europa mediterranea, a cura di F. Dandolo, A. Marcos Martín, G. Sabatini, Società Editrice Leccese, Lecce 2019, pp. 43-53.

2018
- P. Dalena, Anglona-Tursi nell'ordito viario dal Tardo antico al Medioevo, in "Leukanikà. Rivista lucala di cultura e di varia umanità",  n. 4, anno XVIII (2018), pp. 97-107.
- P. Dalena, Enrico VII Lo "Sciancato", figlio ribelle o Instrumentum Imperii di Federico II?, in Ingenita Curiositas. Studi sull'Italia medievale per Giovanni Vitolo, tomo terzo, a cura di B. Figliuolo, R. Di Meglio, A. Ambrosio, Battipaglia, Lavegliacarlone 2018, pp. 1303–1317.
- P. Dalena, Condizione femminile e consuetudini matrimoniali in età normanno-sveva, in Venere praemia in nuptiis. Per le nozze di Claudio Roncone e Roberta Lucchetti, Modugno (BA) 2018, pp. 69–84.
- P. Dalena, Memorabilia excerpta. Ricordo di un amico: Filippo Burgarella, in Rivista Storica Calabrese [Deputazione di Storia Patria per la Calabria. N.S. – a. XXXVIII (2017), nn. 1-2], Reggio Calabria 2018,  273–276.
- P. Dalena, Da Canterbury a Mottola. Il culto di Tommaso Becket nel Mezzogiorno d'Italia, Bari, Adda Editore 2018.
- P. Dalena, Dalla civiltà in grotta alla civiltà del vivere in grotte, in Il contesto e l'immagine della civiltà rupestre. Nuovi percorsi, fonti e tecniche di ricerca, Atti del VII Convegno internazionale sulla civiltà rupestre, Savelletri di Fasano (BR), 17-19 novembre 2016, a cura di E. Menestò, Spoleto, CISAM 2018, pp. 29–49.
- P. Dalena, Pane e vino nell'alimentazione medievale, in Il vino: forza rigenerante o spinta verso l’ebrietà?, Atti della Giornata Internazionale di Studio (Manduria, 30 aprile 2016), a cura di Francesco Filotico, Città del Vino - CI.VIN, Siena 2018, pp. 93–117.
- P. Dalena, La Sicilia: da centro del Mediterraneo a periferia del Regno (secc. XIII-XV), in Un'isola nel contesto mediterraneo. Politica, cultura e arte nella Sicilia e nell'Italia meridionale in età medievale e moderna, Atti del Convegno internazionale, Catania 21 marzo 2017, a cura di C. Urso, P. Vitolo, E. Piazza, Adda Editore, Bari 2018, pp. 17–34.

2017
- P. Dalena, Jus casei et olei,  in Glosario crítico de fiscalidad medieval, edita Consejio Superior de investigaciones cientificas, Institutión Milá y Fontana (Barcelona), Ciham URM 5648 (Université Lyon 2), issn 2255095X (http://www.imf.csic.es/index.php/fuentes-documentales/fuentes-documentales-gcfm Archiviato il 7 dicembre 2017 in Internet Archive.).
- P. Dalena, Portus,  in Glosario crítico de fiscalidad medieval, edita Consejio Superior de investigaciones cientificas, Institutión Milá y Fontana (Barcelona), Ciham URM 5648 (Université Lyon 2), issn 2255095X (http://www.imf.csic.es/index.php/fuentes-documentales/fuentes-documentales-gcfm Archiviato il 7 dicembre 2017 in Internet Archive.).
- P. Dalena, Scafaggio,  in Glosario crítico de fiscalidad medieval, edita Consejio Superior de investigaciones cientificas, Institutión Milá y Fontana (Barcelona), Ciham URM 5648 (Université Lyon 2), issn 2255095X (http://www.imf.csic.es/index.php/fuentes-documentales/fuentes-documentales-gcfm Archiviato il 7 dicembre 2017 in Internet Archive.).
- P. Dalena, Seta, dazio della,  in Glosario crítico de fiscalidad medieval, edita Consejio Superior de investigaciones cientificas, Institutión Milá y Fontana (Barcelona), Ciham URM 5648 (Université Lyon 2), issn 2255095X (http://www.imf.csic.es/index.php/fuentes-documentales/fuentes-documentales-gcfm Archiviato il 7 dicembre 2017 in Internet Archive.).
- P. Dalena, Gabella auripellis,  in Glosario crítico de fiscalidad medieval, edita Consejio Superior de investigaciones cientificas, Institutión Milá y Fontana (Barcelona), Ciham URM 5648 (Université Lyon 2), issn 2255095X (http://www.imf.csic.es/index.php/fuentes-documentales/fuentes-documentales-gcfm Archiviato il 7 dicembre 2017 in Internet Archive.).
- P. Dalena, Natura e scienza nel medioevo di Salvatore Tramontana, in Il Medioevo di Salvatore Tramontana. Memoria e Testimonianze, a cura di P. Dalena, L. Catalioto, A. Macchione, Adda Editore, Bari 2017, pp. 99–103.
- P. Dalena, Presentazione, in Il Medioevo di Salvatore Tramontana. Memoria e Testimonianze, a cura di P. Dalena, L. Catalioto, A. Macchione, Adda Editore, Bari 2017, pp. 5–7.
- P. Dalena, L. Catalioto, A. Macchione (a cura di), Il Medioevo di Salvatore Tramontana. Memoria e Testimonianze, Adda Editore, Bari 2017.
- P. Dalena, Diritti e funzionari di passo. Per una lettura del sistema finanziario del Regno, in Péripheries financières angevines. Institutions et pratiques de l’administration de territoires composites (XIIIe-XVe siécle), a cura di S. Morelli (École Française de Rome. ISBN électronque: 9782728313198), Roma 2017, pp. 217–233.
- P. Dalena, Presentazione, in A. Macchione, Poteri locali nella Calabria angioina. I Ruffo di Sinopoli (1250-1350), Adda Editore, Bari 2017, pp. V-VIII.
- P. Dalena, Il lavoro manuale nelle esperienze monastiche (eremitiche e cenobitiche)  del Mezzogiorno rurale (secc. VI-XI), in Living and dying in the cloister. Monastic life from the 5th to the 11th century, «Hortus Artium Medievalium, Journal of the International Research Center for Late Antiquity and Middle Ages», vol. 23/1, Zagreb-Motovun, 2017, pp. 358–365.
- P. Dalena, Dalle vie Francesche alla Francigena. Crociati e pellegrini verso la Terrasanta, Adda Editore, Bari 2017.

2016
- P. Dalena, La vicenda politica e religiosa di Roccabernarda tra X e XIV secolo, in Roccabernarda. Storia e Istituzioni, a cura di R. De Rito, Roccabernarda (KR) 2016, pp. 157–178.
- P. Dalena, Prefazione, in Roccabernarda. Storia e Istituzioni, a cura di R. De Rito, Roccabernarda (KR) 2016, pp. 21–24.
- P. Dalena, Tommaso Leccisotti storico delle “colonie cassinesi” in Capitanata, in Sodalitas. Studi in memoria di don Faustino Avagliano, a cura di M. Dell’Omo, F. Marazzi, F. Simonelli, C. Crova [Miscellanea Cassinese, a cura dei monaci di Montecassino -86], t. I, Montecassino 2016, pp. 245–253.
- P. Dalena, Il culto di Tommaso Becket nel Mezzogiorno. Aspetti e problemi, in Quei maledetti normanni. Studi offerti a Errico Cuozzo per i suoi settant’anni da Colleghi, Allievi, Amici, a cura di J.-M- Martin – R. Alaggio [Centro Europeo di Studi Normanni-Ariano Irpino], Ariano Irpino-Napoli 2016, t. I, pp. 269–286.
- P. Dalena – C. Urso (a cura di) (2016). Ut sementem feceris, ita metes. Studi in onore di Biagio Saitta, edit. Bonanno, Acireale-Roma 2016.
- P. Dalena, La "Terra Sancti Benedicti" tra Europa e Mediterraneo, in Ut sementem feceris, ita metes. Studi in onore di Biagio Saitta, a cura di P. Dalena – C. Urso, vol. 31, Bonanno Editore, Acireale-Roma 2016, pp. 259–274.
- P. Dalena, Presentazione, in A. Fico, Policastro documenti e ricerche dall'antichità ai nostri giorni, Policastro 2016, pp. 11–14.

2015
- P. Dalena, Il pellegrinaggio tra eremitismo e gioachimismo, in Dulcius nil est mihi veritate. Studi in onore di Pasquale Corsi, a cura di F. Monteleone e L. Lofoco, Edizioni del Rosone, Foggia 2015, pp. 195–204
- P. Dalena, Popolamento e viabilità in tenimento Sancti Marci Vallegrati (secc. XI-XIII), Medioevo per Enrico Pispisa, Scritti promossi e curati da L. Catalioto, P. Corsi, E. Cuozzo, G. Sangermano, S. Tramontana e B. Vetere, [Centro Interdipartimentale di Studi Umanistici. Percorsi Medievali - 5] Messina 2015, pp. 141–168.
- Dalena P., Calabria: terra di frontiera tra oriente e occidente. Per una identità sociale e culturale, in Il Mediterraneo così vicino, così lontano. Nuovi scenari per una nuova Calabria e un nuovo Mezzogiorno,[Mediterraneo. Collana di Studi e Ricerche – 1] Laruffa editore, Reggio Calabria 2015, pp. 29–37.
- Dalena P.-Di Muro A., Migrazioni interne e dipendenze signorili nelle campagne del Mezzogiorno basso medievale, in Migrazioni interne e forme di dipendenza libera e servile nelle campagne bassomedievali: dall'Italia nord-occidentale alla Catalogna, Atti del Convegno internazionale, Torino-Cherasco, 24-25 novembre 2014, a cura di F. Panero, Cherasco 2015, pp. 345–360.
- Dalena P., Calabria medievale. Ambiente e istituzioni (secoli XI-XV), Bari, Adda, 2015.
- Dalena P., Boemondo I: gli itinerari, in "Unde Boat Mundus quanti fuerit Boamundus". Boemondo tra Occidente e Oriente, Atti del Convegno internazionale di studio, Canosa, 5-7 maggio 2011, a cura di C.D. Fonseca e P. Ieva [Società di Storia Patria per la Puglia, vol. XXVI Convegni], Bari 2015, pp. 73–84.
- Dalena P., Pane bianco e pane nero, del ricco e del povero, in La Civiltà del pane. Storia, tecniche e simboli dal Mediterraneo all'Atlantico, Convegno internazionale di studio (Brescia, 1-6 dicembre 2014) a cura di G. Archetti, [Centro Italiano di Studi sull'alto Medioevo-Spoleto], Spoleto 2015, pp. 699–716.

2014
- Dalena P., Vie e mezzi di comunicazione, in Alle origini del Dualismo Italiano. Regno di Sicilie e Italia centro-settentrionale dagli Altavilla agli Angiò (1100-1350), a cura di G. Galasso, Soveria Mannelli, Rubbettino, 2014, pp. 189–237.
- Dalena P.-C.D. Fonseca, Gli “Scritti amalfitani” di Gerardo Sangermano, in Schola Salernitana. Annali, XIX (2014), pp. 117–124.
- Dalena P. – B. Saitta (a cura di), Enrico Pispisa. Dalla storia alla memoria, Bari, Adda Editore,  2014,
- Dalena P., L'ultimo viaggio di Federico in Enrico Pispisa. Dalla storia alla memoria, a cura di P. Dalena-B. Saitta,  Bari, Adda Editore,  2014, pp. 31–41.
- Dalena P., Via francigena e/o vie francigene?,  in Enrico Pispisa. Dalla storia alla memoria, a cura di P. Dalena-B. Saitta,  Bari, Adda Editore, 2014, pp. 43–52.
- Dalena P. (a cura di), Ernesto Pontieri (1896-1980). L'uomo-La storiografia", Atti del convegno di studio, Nocera Terinese, 29 e 30 maggio 2014, Bari, Adda Editore, 2014.
- Dalena P., Ernesto Pontieri storico della Calabria medievale, in Id. (a cura di), Ernesto Pontieri (1896-1980). L'uomo-La storiografia", Atti del convegno di studio, Nocera Terinese, 29 e 30 maggio 2014, Bari, Adda Editore, 2014,  pp. 15–20
- Dalena P., Presentazione, in N. Provenzano, I Sanseverino. Conti di Altomonte, Tricase, Youcanprint, 2014, pp. 4–6.
- Dalena P., Presentazione, in F. Terzi, Cosenza. Medioevo e Rinascimento, Cosenza, Pellegrini Editore, 2014, pp. 13–17.

2013
- Dalena P. –Di Muro A., Dalle origini al Medioevo, in La Calabria Albanese. Storia-Cultura-Economia [Le città della Calabria. Collana della Banca Popolare del Mezzogiorno], a cura di F. Mazza, Soveria Mannelli, Rubbettino, 2013, pp. 23–62.
- Dalena P., La cultura medievale in Calabria tra Europa e Mediterraneo. Alcune riflessioni in Atti del Convegno di Studi su La Calabria nel Mediterraneo. Flussi di persone, idee e risorse, Università della Calabria, 3-5 giugno 2013, Soveria Mannelli,  Rubbettino, 2013 pp. 221–233.
- Dalena P., Gli Ebrei nella Calabria medievale Considerazioni in margine al volume The Jews in Calabria di Cesare Colafemmina, in Atti del Convegno di Studi su Gli Ebrei nella Calabria medievale. Giornata seminariale di studi in memoria di Cesare Colafemmina, Università della Calabria, 21 maggio 2013,  Soveria Mannelli, Rubbettino, pp. 35–46.
- Dalena P., Il ruolo della storia nella ricerca sismica: la Calabria dal medioevo all'età moderna. Alcune considerazioni,  in Dentro al terremoto. Un approccio interdisciplinare, Soveria Mannelli , Rubbettino, 2013, pp. 27–42.
- Dalena P., Viabilità e popolamento nella sub-regione della Val d'Agri fino al XIV secolo,   Atti del convegno Il culto di San Laverio tra Grumentum e Satrianum: fonti, archeologia, topografia , Tito (PZ), 2012, Bari, Edipuglia, 2013, Vol. 12, pp. 87–92.
- Dalena P., Culto dei Santi nelle aree rupestri e tramiti viari, in Agiografia e Iconografia nelle aree della Civiltà rupestre,
- Fondazione Centro Italiano di Studi sull'Alto Medioevo, vol. 5, Spoleto 2013, pp. 63–78.
- Dalena P., Introduzione, in Influenze della cultura araba alla corte di Ruggero II. La Puglia nella geografia di Edrisi e nella monetazione, Bari 2013, pp. VI-XI.

2012
- Dalena P., Minima Medievalia, Bari, Adda Editore 2012.
- Dalena P., Il sistema viario della Puglia dal tardo antico all'alto medioevo (secc.V-X),.  Atti del Ventesimo Congresso internazionale di studio sull'alto medioevo , Savelletri di Fasano (BR), 3-6 novembre, 2011, Fondazione Centro Italiano di Studi sull'Alto Medioevo, Spoleto, 2012, Vol. XX, pp. 86–104.
- Dalena P., Il ruolo della storia nella ricerca sismica: la Calabria dal medioevo all'età moderna. Alcune considerazioni, in Dentro al terremoto. Un approccio interdisciplinare, Soveria Mannelli 2012, pp. 22–38.
- Dalena P., Prefazione  in Antonio Macchione, Alle origini di Catanzaro. La Chronica Trium Tabernarum, Bari, Adda Editore, 2012, pp. 5–8.
- Dalena P., La storiografia su S. Francesco di Paola negli ultimi trent'anni, Atti del convegno Prima e dopo San Francesco di Paola. Continuità e Discontinuità , Università della Calabria-Paola, 2010, Abramo, Caraffa di Catanzaro, 2012, pp. 23–34.

2011
- Dalena P., Circolazione libraria e sistema viario nella Basilicata medievale  in  Territorio, culture e poteri nel Medioevo e oltre, Galatina (LE) , Congedo, 2011, Vol. 46, pp. 226–238.
- Dalena P., Prefazione  in G. Carucci, Il sito archeologico di Calzo e il centro demico di Fane a Palagiano, Palagiano, 2011, pp. 6–9.
- Dalena P., Fonti per lo studio della viabilità del Mezzogiorno medievale, “Schede medievali”, 2011, Vol. 48, pp.105–120.
- Dalena P., Il Friuli nel Medioevo , area di strada e di culture,  Atti del convegno Città della strada. Città della spada. Friuli, terra di passaggi , Udine, 2010, Società Filologica Friulana, Udine, 2011, Vol. I, pp. 53–79.

2010
- Dalena P., Civiltà rupestre in Terra Jonica (1970-2010), quarant'anni di storiografia, in M. D'Anzi, Storia di Laterza, Laterza, Laerte edizioni, 2010, pp. 384–391.
- Dalena P., Introduzione, in Id. (a cura di) Mezzogiorno rurale. Olio, vino e cereali nel Medioevo, Bari, Adda, 2010, pp. 7–13.
- Dalena P. (a cura di), Mezzogiorno rurale. Olio, vino e cereali nel Medioevo, Bari, Adda, 2010.
- Dalena P., Olivo e olio, in Id. (a cura di), Mezzogiorno rurale. Olio, vino e cereali nel Medioevo, Bari, Adda, 2010, pp. 15–121.
- Dalena P., Presentazione, in Mario D'Anzi, Storia di Laterza, Laterza, Laerte edizioni, 2010, pp. 9–10.
- Dalena P., La viabilità nella Calabria medievale  in Studia Humanitatis, Manduria, Barbieri Selvaggi Editori, 2010, pp. 59–77.
- Dalena P., Presentazione, in S. Caramia, Contributo per la carta archeologica del territorio a nord-ovest di Mottola, vol. 1, Bari, Adda, 2010, pp. 7–11.
- Dalena P., Presentazione, in M. G. Le Rose, Luoghi di potere normanno-svevi in Calabria Citra, Paola, Publiepa edizioni, 2008, pp. 1-3.

2009
- Dalena P., La viabilità medievale del territorio di Spinazzola,  in  Storia di Spinazzola, Martina Franca , Edizioni Pugliesi, 2009, pp. 191–202.
- Dalena P., La viabilità nella Calabria medievale, Atti del convegno Il sistema feudale nella Calabria medievale , Cosenza, 9-11 dicembre, 2004, Castrovillari, 2009, pp. 85–100.
- Dalena P., L'acqua ad 'usum transeuntium', p'oteri iatrici e credenze popolari negli asceti italo-greci venuti dal mare, in Rotte mediterranee della cultura, Atti del convegno, Bari-Brindisi, 14-18 dicembre, 2005, Adda ,Bari, 2009, Vol. 4, pp. 101–106.

2008
- Dalena P., Castellaneta  in  Storia delle Chiese di Puglia, Bari , Ecumenica Editrice, 2008, Pubblicazioni della Facoltà Teologica Pugliese Vol. 1, pp. 135–146.
- Dalena P., La diocesi di Mottola, in  Le diocesi d'Italia, vol. III,  Torino, Edizioni San Paolo, 2008.
- Dalena P., La via Francigena del Sud e i luoghi di ricovero  in  Tra Letteratura e Storia, Galatina, EdiPan, 2008, Società di Storia Patria-Sezione di Lecce, vol. 4, pp. 43–52.
- Dalena P., Presentazione  in C. D. Fonseca, Montecassino e la civiltà monastica nel Mezzogiorno medievale , Miscellanea cassinese, 2008, Biblioteca della Miscellanea Cassinese, vol. 9, pp. 9–11.
- Dalena P., Vie di pellegrinaggio nel Sud Italia verso Gerusalemme nel Medioevo in  Roma-Gerusalemme, Roma (Ass. Civita), 2008, pp. 40–63.
- Dalena P., Presentazione  in M. G. Le Rose, Luoghi di potere normanno-svevi in Calabria Citra, Vibo Valentia, Publiepa, 2008,
- Dalena P., La diocesi di Castellaneta, in Le diocesi d'Italia, Vol. II, Torino, Edizioni San Paolo, 2008.
- Dalena P., Viabilità e porti della Calabria tirrenica tra tardo-antico e medioevo in  La Calabria tirrenica nell'antichità,  Soveria Mannelli, Rubbettino, 2008, pp. 595–616.

2007
- Dalena P., Riflessioni conclusive, in Archivi e reti monastiche tra Alvernia e Basilicata: il priorato di Santa Maria di Juso e la Chaise-Dieu, Atti del Convegno Internazionale di Studi , Matera-Irsina, 21-22 aprile, 2005, Galatina, Congedo Editore, 2007, pp. 205–212.
- Dalena P., Presentazione,  in Lugi Neglia, Barsanufio di Gaza, Oria [Associazione Gruppo di Promozione Umana Oria], Oria 2007, pp. 15–18.
- Dalena P., Dalle cripte eremitiche alla Civiltà rupestre, in Medioevo rupestre. Strutture insediative nella Calabria Settentrionale, Bari, Adda Editore, 2007,  pp. 11–26.
- Dalena P., Territorio, popolamento e sistema viario in Calabria nel Medioevo, in Medioevo rupestre. Strutture insediative nella Calabria settentrionale, Bari, Adda Editore, 2007, pp. 26–50.
- Dalena P., Passi, porti e dogane marittime: dagli angioini agli aragonesi. Le Lictere Passus (1458-1469), Bari, Adda Editore, 2007.
- Dalena P., I viaggi di Gioacchino e dell'abate Matteo in Oriente e in Sicilia, in Gioachimismo e profetismo in Sicilia (secoli XIII-XVI), Atti del terzo Convegno internazionale di Studio, Palermo-Monreale, 2005, Roma, Editore Viella, 2007, pp. 29–39.
- Dalena P., Gli insediamenti florensi pugliesi nel contesto della viabilità medievale, in L'esperienza monastica florense e la Puglia, Atti del secondo convegno internazionale di studi, Bari-Laterza-Matera, 20-22 maggio 2005, Roma, Editore Viella, 2007, pp. 71–81.
- Dalena P., Presentazione, in Id. (a cura di), Medioevo rupestre. Strutture insediative nella Calabria settentrionale, Bari, Adda Editore, 2007, pp. 5–10.
- Dalena P. (a cura di), Medioevo Rupestre. Strutture insediative nella Calabria settentrionale, Bari, Adda Editore, 2007.
- Dalena P., Frantoi ipogei del territorio pugliese (secc. X-XV), Atti del III Convegno internazionale sulla Civiltà rupestre, Savelletri di Fasano, 2007, CISAM, Spoleto, 2009, pp. 71–100.
- Dalena P., Atti della cerimonia di conferimento della Laurea Magistrale “Ad Honorem” al prof. Cosimo Damiano Fonseca, Bari, Adda Editore, 2008.

2006
- Dalena P., Dal casale all'Universitas civium nel Mezzogiorno medievale, in Città e vita cittadina nei paesi dell'area mediterranea. Secoli XI-XV, Atti del convegno in onore di Salvatore Tramontana, Adrano-Bronte-Catania-Palermo, 18-22 novembre, 2003, Viella, Roma, 2006, pp. 395–422.
- Dalena P., La Basilicata: dagli Angioini agli Aragonesi, in Storia della Basilicata. Il Medioevo. 2, Roma-Bari, Laterza, 2006, pp. 123–142.
- Dalena P., I viaggi e gli itinerari di Gioacchino da Fiore nel Mezzogiorno, in I luoghi di Gioacchino da Fiore, Atti del primo Convegno internazionale di studio, 25-30 marzo 2003, Roma, Viella Editrice, 2006, pp. 67–90.
- Dalena P. (a cura di), Mons Rotarius. Alle radici di un castrum longobardo, Bari, Adda, 2006.
- Dalena P., Presentazione, in Id. (a cura di), Mons Rotarius. Alle radici di un castrum longobardo, Bari, Adda, 2006, pp. 5–6.
- Dalena P., Mons Rotarius nella documentazione medievale,  in Id. (a cura di),  Mons Rotarius. Alle radici di un castrum longobardo, Bari, Adda, 2006, pp. 7–14.
- Dalena P., Quadri ambientali, popolamento e viabilità nella Basilicata medievale, in  Storia della Basilicata. Il Medioevo. 2, Roma-Bari, Laterza Editore, 2006, pp. 5–44.
- Dalena P. (a cura di), Militia Sancti Sepulcri, La Storia-I Luoghi-Gli Itinerari, Bari, Adda Editore, 2006.
- Dalena P., Prefazione, in Id. (a cura di), Militia Sancti Sepulcri. La Storia-I Luoghi-Gli Itinerari, Bari, Adda Editore, 2006, pp. 1–2.
- Dalena P., Itinerari medievali per la Terrasanta, in Id. (a cura di), Militia Sancti Sepulcri. La Storia-I Luoghi-Gli Itinerari, Bari, Adda, 2006, pp. 17–36.
- Dalena P., Gli itinerari delle reliquie della Passione, in Id. (a cura di), Militia Sancti Sepulcri. La Storia-I Luoghi-Gli Itinerari, Bari, Adda, 2006, pp. pp. 62–95.
- Dalena P., Il Santo Sepolcro nelle fonti memorialistiche del Medioevo, in Id. (a cura di), Militia Sancti Sepulcri. La Storia-I Luoghi-Gli Itinerari, Bari, Adda, 2006, pp., pp. 48–61.
- Dalena P., Il castello di Taranto alla luce della documentazione di Simancas (1530-1578), in Dal Kastron bizantino al Castello aragonese, Atti del convegno, Taranto, 17 Novembre 2004, Scorpione Editrice, Taranto, 2006, pp. 95–99.

2005
- Dalena P., Porti nel Regno di Sicilia (sub voce), in Enciclopedia Fridericiana Treccani, Roma, Treccani, 2005, pp. 757–759.
- Dalena P., Viabilità nel Regno di Sicilia (sub voce), in Enciclopedia Fridericiana Treccani, Roma, Treccani, 2005, pp. 899–902.
- Dalena P., Percorsi e ricoveri di pellegrini nell'Italia meridionale, in Tra Roma e Gerusalemme nel Medio Evo. Paesaggi umani ed ambientali del pellegrinaggio medievale, Laveglia, Salerno, 2005, pp. 227–253.
- Dalena P., Recensione a “Cattedrali di Puglia”, in “Miscellanea di studi storici”, Soveria Mannelli, Rubbettino Editore, 2005, vol. XII, pp. 565–568.
- Dalena P., Prefazione, in A. Di Muro, La Piana del Sele in età normanno-sveva. Società, territorio e insediamenti (ca. 1070-1262), Bari, Adda Editore, 2005.
- Dalena P., Dalle cripte eremitiche alla civiltà rupestre: la questione storiografica, in “Miscellanea di Studi Storici-Dipartimento di Storia. Università della Calabria”, Soveria Mannelli, Rubbettino Editore, 2005, vol. XII, pp. 67–78.
- Dalena P., Presentazione, in L. Provenzano, I segni della memoria di un territorio medievale, Altomonte, Cosenza, Falco Editore, 2005, pp. 3–7.
- Dalena P., Gli itinerari delle reliquie della Passione, in Memoria Christi, Atti del convegno, Andria, novembre 2004, Schena Editore, Fasano, 2005, pp. 23–48.

2004
- Dalena P., Territorio e sistema viario del comprensorio rupestre di Monopoli e Fasano nel Medioevo, in Quando abitavamo in grotta, Atti del convegno Atti del I Convegno internazionale sulla civiltà rupestre, Savelletri di Fasano (BR), 27-29 novembre, 2003 [Fondazione Centro Studi sull'Alto Medioevo, Spoleto], a cura di C. D. Fonseca, Spoleto 2004, pp. 15–33.
- Dalena P., Gli insediamenti dell'Ordine Teutonico e la rete viaria nell'Italia meridionale, Atti del convegno internazionale di studio, Torre Alemanna (Cerignola) - Mesagne - Lecce, Cerignola, 16-18 ottobre, 2003, Mario Congedo Editore ,Galatina, 2004, pp. 161–174.
- Dalena P., Itinerari verso la Terra Santa nel Medioevo,  in I cavalieri del Santo Sepolcro. I luoghi e le immagini, Roma, Retalbo, 2004, pp. 59–65.
- Dalena P., Il sistema portuale e la marineria in età angioina,  in  Mediterraneo, Mezzogiorno, Europa. Studi in onore di Cosimo Damiano Fonseca, a cura di G. Andenna e H. Houben, vol. I, Bari, Adda Editore, 2004, pp. 359–381.
- Dalena P., Prefazione,  in E. Dimitri, L. Neglia, C. Turrisi, Il Rosario, fondamento di religiosità, Taranto, 2004.

2003
- Dalena P., Ludovico Pepe, un antiquario col gusto della storia, in Per Ludovico Pepe. Storico della società pugliese. Nel centenario della morte, Atti del convegno, Ostuni, 23 novembre 2001, Manduria-Bari-Roma, Lacaita Editore, 2003, pp. 129–136.
- Dalena P. (a cura di), L'Uomo in pellegrinaggio, Atti del Convegno di studi organizzato dal Centro Internazionale di Studi sull'Arte Normanno-Sveva e dal Comune di San Marco Argentano (Cs), con la collaborazione del Dipartimento di Storia dell'Università degli Studi della Calabria e del Dipartimento di Storia dell'Università di Firenze, San Marco Argentano (Cs), 26-27 maggio 2000, Bari, Adda Editore, 2003.
- Dalena P., Le vie di pellegrinaggio medievale nel Mezzogiorno italiano, in L'Uomo in pellegrinaggio, Atti del Convegno di studi organizzato dal Centro Internazionale di Studi sull'Arte Normanno-Sveva e dal Comune di San Marco Argentano (Cs), con la collaborazione del Dipartimento di Storia dell'Università degli Studi della Calabria e del Dipartimento di Storia dell'Università di Firenze, San Marco Argentano (Cs), 26-27 maggio 2000, Bari, Adda Editore, 2003, pp. 7–22.
- Dalena P., Cosimo Damiano Fonseca e la Civiltà rupestre, in Istituzioni e Civiltà del Medioevo, Galatina (LE), Congedo, 2003, pp. 61–72.
- Dalena P., Dagli Itinera ai percorsi. Viaggiare nel Mezzogiorno medievale, Bari, Adda Editore, 2003.
- Dalena P., Il santuario micaelico del Gargano tra testimonianze documentarie e letteratura odeporica medievale in “Miscellanea di Studi Storici. Dipartimento di Storia-Università della Calabria”,  Soveria Mannelli, Rubbettino Editore, 2002, vol. XI, pp. 65–87.

2002
- Dalena P.,  Monumenti mediterranei nel medioevo calabrese in “Quaderni Siberenensi”, 2002, vol. IV, pp. 53–63.
- Dalena P., Il santuario micaelico del Gargano tra testimonianze documentarie e letteratura odeporica medievale in “Miscellanea di Studi Storici. Dipartimento di Storia-Università della Calabria”, Soveria Mannelli (CZ) , Rubbettino, 2002, vol. XI, pp. 65–87.
- Dalena P., Il reticolo viario della Basilicata tra Tardoantico e Medioevo, Atti del Convegno Storico-Ecumenico Internazionale,

Matera-Picciano-Tricarico, 2000, La Bottega della Stampa, Potenza, 2002, pp. 141–158.
- Dalena P., Torre di Mare nel Medioevo: habitat, viabilità, porto, in Torre di Mare I. Ricerche archeologiche nell'insediamento medievale di Metaponto (1995-1999), Bari, Adda, 2002, SIRIS (Studi e Ricerche della Scuola di Specializzazione in Archeologia di Matera), vol. 2, pp. 53–57.
- Dalena P., Le vie di pellegrinaggio medievale nel Mezzogiorno italiano,  in De strata francigena, Firenze 2002, vol. X, n. 2, pp. 7–22.

2001
- Dalena P., L'olivicoltura nel Bruzio tra tardoantico e alto Medioevo, in “Rivista Storica Calabrese”, Reggio Calabria, Laruffa Editore, 2001, vol. 1-2, pp. 179–186.
- Dalena P., Territorio e sistema viario dei casali dell'Albania tarentina tra tardoantico ed età moderna: l'esempio di San Marzano,  in  Dalla 'defensa' di San Giorgio alla 'lama' della Madonna delle Grazie. Il santuario rupestre di San Marzano (TA), Galatina (LE), Congedo Editore, 2001, pp. 13–18.
- Dalena P., L'inculturazione della vita consacrata nella Chiesa e società pugliese tra VIII e XIII secolo, in La vita consacrata in Puglia, Bari, Studio Teologico Interreligioso Pugliese, 2001, pp. 11–28.

2000
- Dalena P., Ambiti territoriali, sistemi viari e strutture del potere nel Mezzogiorno medievale, Bari, Adda Editore, 2000.
- Dalena P., Le vie di pellegrinaggio medievale nel Mezzogiorno italiano, in Aletès [Miscellanea per i settant'anni di Roberto Caprara], Massafra, Archeogruppo, 2000, pp. 193–209.
- Dalena P., Alle radici delle comunità albanesi del Meridione d'Italia, in Le comunità italo-albanesi fra microstoria e arbereshe. Il caso di San Marzano, Atti del convegno, San Marzano (TA), sabato, 8 maggio, 1999 [Banca di Credito Cooperativo di San Marzano di San Giuseppe], San Marzano, 2000, pp. 49–60.
- Dalena P., L'olivicoltura nel Bruzio tra Tardoantico e Altomedioevo, in Rivista Storica Calabrese, vol. XXI, pp. 179–186.
- Dalena P., Presentazione, in A.F. Barone e A. Savaglio, Albanesi di Calabria. Capitoli, Grazie ed Immunità, Montalto Uffugo, La Grafica Meridionale Editrice, 2000, pp. 2–5.

1999
- Dalena P., Prefazione,  in M. De Sanctis, Medioevo Rossanese. Un modello di urbanistica rupestre., Cosenza, Due Emme Editrice,  1999, pp. 1–15
- Dalena P., Federico II e gli Ordini monastici del Regno, in Chiesa e Società nel Mezzogiorno. Studi in onore di Maria Mariotti, Soveria Mannelli, Rubbettino Editore, 1999, pp. 135–170.
- Dalena P., Territorio e istituzioni in età normanna tra il Savuto e l'Angitola,  in  Tra l'Amato e il Savuto. Studi sul Lametino antico e tardo-antico, a cura di G. De Sensi Sestito, Soveria Mannelli (CZ), Rubbettino, 1999, vol. II, pp. 347–363.
- Dalena P., Istituzioni religiose e quadri ambientali nel Mezzogiorno medievale, Cosenza, Due Emme Editore, 1999.
- Dalena P., Il sistema viario peninsulare: questioni di metodo, Atti del convegno “Castra ipsa possunt et debent reparari”. Indagini conoscitive e metodologiche di restauro delle strutture castellane normanno-sveve, Castello di Lagopesole, 16-19 ottobre,
- 1997, a cura di C.D. Fonseca, Roma, De Luca Editore, 1999, pp. 77–97.
- Dalena P., La Calabria in età normanna, in Mezzogiorno-Federico II-Mezzogiorno, Atti del convegno (Potenza, Lagopesole, Melfi 1994), a cura di C.D. Fonseca, Roma, De Luca Editore, 1999, pp. 77–97.

1998
- Dalena P., La Chiesa di Barletta tra XI e prima metà del XIV secolo: note di prosopografia del clero locale, in “Miscellanea di Studi Storici”-Dipartimento di Storia. Università della Calabria, Soveria Mannelli (CZ) Rubbettino, 1998, vol. X, pp. 113–125.
- Dalena P., Recensione a Il monastero di Sant'Elia di Carbona e il suo territorio nel medioevo, “Quaderni della Deputazione di Storia Patria della Basilicata”, 1998, vol. 12, pp. 198–207.

1997
- Dalena P., Recensione a L'Eremitismo e il monachesimo nel Salernitano. Luoghi e strutture, “Rassegna del Centro di Cultura e Storia Amalfitana”, 1997, vol. XVII, n. VII, pp. 268–270.
- Dalena P., La poetica di Franco Losavio, Massafra 1997.

1995
- Dalena P., Strade e percorsi nel Mezzogiorno d'Italia (secc. VI-XIII), Cosenza, Due Emme Editore, 1995.
- Dalena P., Basilicata Cistercense (Il Codice Barb. Lat. 3247), [Itinerari di Ricerca Storica-Università degli Studi di Lecce. Dipartimento di Studi Storici dal Medioevo all'Età Moderna. Vol. 14], Galatina (LE) , Congedo Editore, 1995.
- Dalena P., Sistema viario e sistema fluviale tra Lucania e Calabria (secc. VI-XVIII), in Le vie dell'acqua in Calabria e in Basilicata, a cura di C. D. Fonseca, Soveria Mannelli (CZ), Rubbettino Editore, 1995, pp. 279–317.

1994
- Dalena P., La conquista normanna e la latinizzazione della Chiesa in Calabria, “Quaderni Lametini”, 1994, vol. 29, pp. 17–34.
- Dalena P., I Cistercensi nella Basilicata medioevale, in I Cistercensi nel Mezzogiorno medievale, a cura di H. Houben e B. Vetere, Atti del Convegno internazionale di studio in occasione del IX centenario della nascita di Bernardo di Clairvaux, Martano, Latiano, Lecce, 25-27 febbraio 1991,  [Università di Lecce. Dipartimento di studi storici dal Medioevo all'Età Contemporanea – 29] Galatina, Congedo Editore, 1994, pp. 285–316.

1993
- Dalena P., Istituzioni monastiche e conventuali nelle diocesi di Mottola e Castellaneta, “Miscellanea di Studi Storici”, 1993, vol. VIII, pp. 77–107.
- Dalena P., Urbano II e la Calabria, “Bollettino della Deputazione di Storia Patria della Basilicata”, 1993, vol. IX, pp. 18–41.
- Dalena P., Organizzazione e funzione culturale del monachesimo nella Puglia rupestre medioevale (secc. X-XIII), in  Tra Nord e Sud. Gli allievi per Cosimo Damiano Fonseca nel sessantesimo genetliaco, Galatina (LE), Congedo Editore, 1993, pp. 123–156.

1992
- Dalena P., I centri urbani dell'arcidiocesi di Taranto,  in  La Chiesa/Le Chiese, Schena Editore, Fasano, 1992, pp. 391–444.

1990
- Dalena P., “Guiscardi coniux Alberada”: donne e potere nel clan del Guiscardo, in Roberto il Guiscardo tra Europa, Oriente e Mezzogiorno, Atti del convegno internazionale di studi, Potenza-Melfi-Venosa, 19-23 ottobre, 1985, Congedo Editore, Galatina, 1990, pp. 157–180.
- Dalena P., Da Matera a Casalrotto. Civiltà delle grotte e popolamento rupestre (secc. X-XV), [Mezzogiorno tardoantico, medievale e moderno, vol. 2], Galatina (LE), Congedo Editore, 1990.
- Dalena P., Recensione a C. Castellani, “Statuta Universitatis Terre Solofre”, in “Miscellanea di Studi Storici-Università della Calabria”, 1990, vol. VIII, pp. 290–294.
- Dalena P., Recensione a S. Imperio, Alle origini del dialetto pugliese, in “Miscellanea di Studi Storici-” Università della Calabria, 1990, vol. VIII, pp. 285–289.
- Dalena P., Recensione a Nicola Cilento storico del Mezzogiorno medievale, in “Quaderni Medievali”, 1990, vol. 29, pp. 227–234.
- Dalena P., Società,economia e istituzioni ad Altomonte tra medioevo ed età moderna, [Mezzogiorno tardoantico, medioevale e moderno,

vol. I] Galatina (LE), Congedo, 1990.
- Dalena P., Riflessioni storiografiche in margine al libro “Civiltà delle grotte.Mezzogiorno rupestre”, in Bollettino storico della Basilicata, 6 (1990), pp. 215–221.

1989
- Dalena P.,  Insediamenti albanesi nel territorio di Taranto (secc. XV-XVI: realtà storica e mito storiografico,  “Miscellanea di Studi Storici-Università della Calabria”, 1989, vol. VII, pp. 36–104.
- Dalena P., Recensione a Puglia e Basilicata tra Medioevo ed Età Moderna, “Bollettino Storico della Basilicata”, 1989, vol. 5, pp. 95–105.
- Dalena P., Le terre del monastero di Sant'Angelo: territorio e viabilità (secc. XI-XIV), in Casalrotto I. La Storia-Gli Scavi, a cura di C.D. Fonseca e C. D'Angela, Galatina, Congedo Editore, 1989, pp. 37–42.
- Dalena P., La decadenza del casale, in Casalrotto I. La Storia-Gli Scavi, a cura di C.D. Fonseca e C. D'Angela, Galatina, Congedo Editore, 1989, pp. 27–35.

1988
- Dalena P., Recensione a L'opera storica di Raul Manselli,  in  “Florensia”, 1988, vol. 1-2, pp. 167–169.
- Dalena P., Recensione a L'età dell'abate Desiderio, in “Bollettino Storico della Basilicata”, 1988, vol. 4, pp. 129–138.
- Dalena P., Recensione a Ad Ovest di Bisanzio, in “Quaderni Medievali”, 1988, vol. 26, pp. 191–194.

1987
- Dalena P.,  Aspetti e problemi del monachesimo benedettino in Puglia dal VI al IX secolo,  Atti del Convegno di studi sul Medioevo meridionale, Cassino-Montecassino, 1984, Edizioni Cassinesi, Montecassino, 1987, pp. 429–440.

1986
- Dalena P., Massafra (TA), Santa Lucia, in “Monasticon Italiae”, Cesena, Badia di Santa Maria del Monte, 1986, vol. III, pp. 83–83.
- Dalena P., Mottola (TA), San Vito,  in  “Monasticon Italiae”, Cesena, Badia di Santa Maria del Monte, 1986, vol. III, pp. 83–83.
- Dalena P., Massafra (TA), San Benedetto,  in  “Monasticon Italiae”, Cesena, Badia di Santa Maria del Monte, 1986, vol. III, pp. 71–71.
- Dalena P., Castellaneta (TA), San Sabino, in  “Monasticon Italiae”, Cesena, Badia di Santa Maria del Monte, 1986, vol. III, pp. 49–49.
- Dalena P., Mottola (TA), Santa Caterina, in  “Monasticon Italiae”, Cesena, Badia di Santa Maria del Monte, 1986, vol. III, pp. 83–83.
- Dalena P., I monasteri benedettini in rupe: un problema storico-archeologico,  Atti del Convegno di studio organizzato in occasione del XV centenario della nascita di San Benedetto, Bari-Noci-Lecce-Picciano, 1984, a cura di C.D. Fonseca, Congedo Editore, Galatina, 1986, pp. 313–332.

1985
- Dalena P., Casalrotto tra Svevi e Angioini. Lineamenti di storia della decadenza di un casale medievale, in “Rivista di Storia e Cultura”, 1985, n. 23, pp. 21–30.
- Dalena P., Recensione a Terra e uomini nel Mezzogiorno normanno-svevo in “Quaderni Medievali”, 1985, vol. 2, pp. 225–235.

1984
- Dalena P., Presenze rupestri medievali nel territorio di Rossano: revisione critica e prospettiva di ricerca, in “Miscellanea di Studi Storici-Università della Calabria”, Soveria Mannelli, Rubbettino Editore, 1984, vol. IV, pp. 167–176.
- Dalena P., Profilo storico di Martina Franca (TA), Taranto, Edizioni S.A.M., 1984.

1983
- Dalena P., La chiesa di Santa Maria de Lenne in territorio di Palagiano, in Insediamenti benedettini in Puglia, Galatina (LE), Congedo Editore, 1983, vol. II, pp. 567–568.
- Dalena P., La chiesa di Santa Lucia di Massafra,  in  Insediamenti benedettini in Puglia, Galatina (LE), Congedo Editore, 1983, vol. II, pp. 557–558.
- Dalena P., La chiesa di Santa Maria de Lamanu in territorio di Castellaneta. Revisione storiografica e interpretazione storica, in La Chiesa di Castellaneta dall'XI al XX secolo, Taranto, Brizio Editore, 1983, pp. 11–18.
- Dalena P., Il monastero benedettino di Sant'Angelo di Casalrotto,  in  Insediamenti benedettini in Puglia, Galatina (LE), Congedo Editore, 1983, vol. II, pp. 559–566.
- Dalena P., Le chiese medievali di Santa Maria del Pesco e dell'Assunta nelle visite pastorali di mons. Blasio (1728) e di mons. Filo (1740). Note minime di eponimia, in  La Chiesa di Castellaneta dall'XI al XX secolo. Saggi e ricerche, Taranto, Brizio Editore, 1983, pp. 71–84.
- Dalena P., Linee di studio per una diversa interpretazione delle origini medievali di Palagianello e del suo castello,  in  La Chiesa di Castellaneta dall'XI al XX secolo, Taranto, Brizio Editore, 1983, pp. 30–42.

1981
- Dalena P., Profili storici degli insediamenti medievali di Castellaneta, Mottola, Palagiano, Palagianello, Laterza, Ginosa della diocesi di Castellaneta, in  Radiografia di una Chiesa locale, Castellaneta, Taranto, Brizio Editore, 1981, pp. 33–112.
- Dalena P., Il Monasterium Sancti Angeli in Casali Rupto. Revisione critica e prospettive di ricerca, Atti del convegno internazionale di studio sulla Civiltà rupestre medioevale nel Mezzogiorno d'Italia, Lecce-Nardò, 1979,  a cura di C. D. Fonseca, Congedo Editore, Galatina, 1981, pp. 235–275.
- Dalena P., C. D'Angelo, C.D. Fonseca, Casalrotto, Galatina 1991.

1980
- Dalena P., Note sugli insediamenti monastici benedettini ad ovest di Taranto,  in  Studi in onore di Mario Marti, Galatina (LE), Congedo Editore, 1980, pp. 337–350.

1979
- Dalena P., Un capitello medievale erratico nell'area di 'Casale Ruptum', testimonianza della presenza benedettina?,  Atti del convegno Convegno internazionale di studio sulla Civiltà rupestre medievale nel Mezzogiorno d'Italia, Taranto-Fasano, 1977, a cura di C.D. Fonseca, Galatina, Congedo Editore, 1979, pp. 197–202.

1978
- Dalena P., Il territorio di Mottola nel Medioevo: tracciati viari e insediamenti rupestri, Atti del terzo Convegno di studi su La Civiltà rupestre medioevale nel Mezzogiorno d'Italia,  Taranto-Grottaglie, 1975,  a cura di C.D. Fonseca, Congedo Editore, Galatina, 1978, pp. 183–206.

1977
- Dalena P., L'insediamento rupestre inedito di Masseria Laino, “Nicolaus”, Bari, 1977, a.V, n. 1, pp. 187–200.

1975
- Dalena P., Arte e poesia di Mario Maccagnani, Lecce 1984.